# J. Dover Wilson
John Dover Wilson, meglio noto come J. Dover Wilson (Mortlake, 13 luglio 1881 – Balerno, 15 gennaio 1969) è stato un critico letterario e anglista britannico.

## Biografia
Nato nel 1881 a Mortlake (all'epoca nel Surrey e nell'odierna Grande Londra), dopo gli studi al Gonville and Caius College dell'Università di Cambridge insegnò letteratura inglese prima al King's College London e poi come Regius Professor dell'Università di Edimburgo.
Eminente studioso shakespeariano, curò l'edizione critica dell'opera omnia di Shakespeare insieme a Arthur Quiller-Couch per la Cambridge University Press tra il 1921 e la morte. Nel 1935 pubblicò What Happens in Hamlet, uno dei più influenti studi sull'Amleto nel XX secolo, anche se alcune delle sue idee, in particolare su Shakespeare e il luteranesimo, furono poi smentite. Era noto anche per la faida letteraria con il collega W. W. Greg. Nel 1952 fu candidato al Premio Nobel per la letteratura.

## Opere (parziale)
- (EN) Life in Shakespeare's England: A Book of Elizabethan Prose, Cambridge University Press, 1911.
- (EN) The Elizabethan Shakespeare, Milford, 1929.
- (EN) The Essential Shakespeare: A Biographical Adventure, Cambridge University Press, 1932.
- (EN) What Happens in Hamlet, Cambridge University Press, 1935.
- (EN) The Fortunes of Falstaff, Cambridge University Press, 1942.
- (EN) Shakespeare's Happy Comedies, Faber & Faber, 1962.